# Knopkirie malaphilippinensis
Knopkirie malaphilippinensis är en spindeldjursart som först beskrevs av Schicha och Corpuz-Raros 1992.  Knopkirie malaphilippinensis ingår i släktet Knopkirie och familjen Phytoseiidae. Inga underarter finns listade i Catalogue of Life.